# Fontainebleauská smlouva (1762)
Fontainebleauská smlouva (1762) byla tajnou dohodou uzavřenou mezi Francií a Španělskem, jíž postoupila Francie Španělsku Louisianu v Nové Francii.

## Pozadí
Smlouva byla uzavřena po poslední bitvě sedmileté války v Severní Americe, konfliktu mezi koloniemi Britské Ameriky proti koloniím Nové Francie. Šlo o bitvu o Signal Hill, jež se konala 15. září 1762 a potvrdila britskou kontrolu nad územím Kanady v Nové Francii. V Evropě právě zuřila sedmiletá válka. Poté, co francouzský král Ludvík XV. ztratil Kanadu, navrhl španělskému králi Karlu III., že Francie přenechá Španělsku „zemi známou jako Louisiana, New Orleans a ostrov, na kterém město leží”. Karel III. nabídku přijal 13. listopadu 1762.

## Obsah
Tato dohoda se týkala celé Louisiany: údolí řeky Mississippi od  Appalačského pohoří až po Skalnaté hory. Smlouva byla tajná, utajena byla i během francouzského jednání při podpisuPařížské smlouvy z roku 1763, která ukončila válku s Británií.
Pařížská smlouva uzavřená mezi Francií a Velkou Británií po sedmileté válce rozdělila Louisianu podél řeky Mississippi na dvě části. Východní polovina byla postoupena Británii a západní polovina a město New Orleans byly ponechány Francii. Španělsko nezpochybnilo britskou kontrolu nad východní Louisianou, protože již vědělo, že bude vládnout v západní Louisianě. Podle této smlouvy Španělsko také postoupilo Británii Floridu, což byla kompenzace za západní Louisianu.
Ve smlouvě z Paříže bylo stanoveno období 18 měsíců, ve kterém francouzští kolonisté, kteří nechtěli žít pod britskou vládou, mohli svobodně emigrovat do jiných francouzských kolonií. Mnoho emigrantů se přestěhovalo do Louisiany, kde ovšem později zjistili, že Francie mezitím postoupila Louisianu Španělsku.
Tajná dohoda byla konečně odhalena v roce 1764. V dopise ze dne 21. dubna 1764 píše Ludvík XV. guvernérovi Jeanu-Jacquesovi Blaise D'Abbadie o dohodě:
„Kromě toho doufajíc, že Jeho katolické Veličenstvo s potěšením poskytne svým poddaným v Louisianě důkazy ochrany a dobré vůle, kterým pouze válečné neštěstí bránilo v efektivnosti.“

## Důsledky
Kolonisté v západní Louisianě tento převod území nepřijali a vyhnali prvního španělského guvernéra v Kreolském povstání z roku 1768. Rebelii potlačil irský emigrant  Alejandro O'Reilly. O'Reilly se ujal vlády roku 1769 a ve městě vztyčil španělskou vlajku.
Akvizice Louisiany upevnila španělskou vládu v Severní Americe. Když Velká Británie Pařížskou smlouvou z roku 1783 vrátila Floridu Španělsku po americké revoluční válce, španělské území zcela obklopovalo Mexický záliv a táhlo se od Floridy na západ k Tichému oceánu a na sever do Kanady západně od řeky Mississippi.